# Саратовская областная дума
Сара́товская областна́я ду́ма — законодательный (представительный) однопалатный орган государственной власти Саратовской области, является постоянно действующим высшим и единственным органом законодательной власти области.

## I созыв (1994—1997)
Выборы прошли 29 мая 1994 года.
Первое заседание областной думы состоялось 17 июня 1994 г. Председателем был избран А. П. Харитонов, заместителями председателя — В. В. Володин и В. Ф. Рашкин.
Сформированы шесть комитетов областной думы:
- по бюджетно-финансовой политике, экономическому развитию и использованию собственности области (председатель — Б. З. Дворкин)
- по работе с территориями области, федеральным вопросам и международным связям (председатель — Н. П. Гришин)
- по законности, борьбе с преступностью, безопасности и защите прав личности (председатель — В. В. Мальцев)
- по социальной политике и связям с общественными организациями (председатель — В. М. Боброва)
- по науке, культуре, образованию и работе с молодёжью (председатель — В. В. Малётин)
- по охране здоровья и экологии (председатель — В. М. Павлов).

Был сформирован аппарат областной Думы (шесть отделов и бухгалтерия), с 1 июля 1994 г. начался личный приём граждан.
В сентябре 1994 г. проект Устава (Основного закона) Саратовской области был вынесен на всенародное обсуждение. С учётом поправок, поступивших от граждан, Президента Российской Федерации, палат Федерального Собрания РФ и областной прокуратуры, Устав был принят 32 голосами «за» 15 декабря 1994 г. Однако глава администрации Саратовской области Ю. В. Белых выступил против принятия Устава в такой редакции, и в итоге Устав был введён в действие в апреле 1995 г.
В 1994 г. областная Дума начала работу над законопроектами по местному самоуправлению. В апреле 1995 г. были приняты Законы «О местном самоуправлении в Саратовской области» и «О выборах в органы местного самоуправления Саратовской области», причём выборы первоначально были назначены на 17 сентября 1995 г., несколько раз переносились (из-за несоответствия областных законов появившимся указам Президента России, из-за отсутствия финансирования) и отменялись главами областной администрации, и в итоге состоялись лишь в декабре 1996 г.
Тяжело шла работа над областным бюджетом. Например, бюджет на 1995 год был принят лишь 21 июня 1995 г. Была сформирована областная Счётная палата.
Срок полномочий областной Думы истекал в мае 1996 г. Однако 5 сентября 1995 г. Президент России издал указ «О выборах в органы государственной власти субъектов Российской Федерации и в органы местного самоуправления», которым рекомендовалось перенести выборы в представительные (законодательные) органы субъектов Российской Федерации на июнь 1997 г. (чтобы они не совмещались с президентскими выборами в 1996 г.), а 2 марта 1996 г. был издан Указ «О порядке переноса срока выборов в законодательные (представительные) органы государственной власти субъектов Российской Федерации», согласно которому законодательные органы самостоятельно определяли дату перевыборов в соответствии с законодательством субъекта РФ. Саратовская областная Дума воспользовалась этой возможностью, и продлила себе срок полномочий до декабря 1997 г. Это решение группа избирателей (в составе трёх человек, двое из которых вскоре отозвали свои иски) пыталась опротестовать в областном суде, но последний 6 августа 1996 г. не нашёл в действиях Думы нарушений закона. После нескольких изменений закона о выборах, новый созыв областной думы был избран в августе 1997 года.
К 1996 г. более половины областных депутатов одновременно работали в структурах исполнительной власти, сохраняя депутатские полномочия, причём такое «трудоустройство» продолжалось и после прямого запрета, введённого федеральным законодательством, что вызывало нарекания у саратовских политиков и даже областной прокуратуры, которая подавала в Думу протест на такое совмещение (но вскоре отозвала его).
В Думе первого созыва были представлены следующие политические партии, движения и объединения:
- Аграрная партия России — 3;
- Блок «За народовластие» — 3;
- Демократический выбор России — 1;
- Демократическая партия России — 1;
- Союз офицеров запаса — 1;
- «Яблоко» — 1.

## II созыв (1997—2002)
Выборы состоялись 31 августа 1997 года, по их итогам губернатор Саратовской области особо отметил, что в новом созыве думы «нет ни одного места для коммунистов».
На первое заседание областная дума собралась 4 сентября 1997 года. Председателем вновь был избран Харитонов Александр Петрович, было избрано три заместителя председателя и сформировано 4 профильных комитета.
Наиболее резонансным решением думы стало принятие 26 ноября 1997 года областного закона «О земле», который первым в России разрешил свободную куплю-продажу земель сельскохозяйственного назначения.
В Думу прошли по 2 представителя движений Саратовский земский союз и Союз офицеров запаса, а также 1 член Аграрной партии России.
Попытка создания в декабре 1997 года фракции «Наш дом — Россия» завершилась неудачей, фракций и депутатских групп до 2001 года в Думе не существовало. Лишь в 2001 году были созданы депутатские группы: «Единство» (10 депутатов, руководитель — В. Поимцев) и «Вместе с президентом за законность и достойную жизнь» (18 депутатов, руководитель — А. Россошанский). На базе этих групп в феврале 2002 г. создана депутатская группа «Единая Россия», в которую вошли 24 депутата (руководитель — А. Бабошкин).
В сентябре 2001 г. в соответствии с требованиями федерального законодательства в Совете Федерации областную думу вместо председателя стал представлять Завадников Валентин.
27 марта 2002 г. Александр Харитонов был отозван с поста председателя областной думы, исполняющим обязанности избран Владимир Чуриков (утверждён в должности председателя 17 апреля 2002 г.). Была реформирована структура управления: создан пятый комитет, образован Совет думы и введена должность секретаря областной думы (для руководства аппаратом думы).
| Фракция                                                           | Кол-во депутатов |
| ----------------------------------------------------------------- | ---------------- |
| Единство (с 2001 по 02.2002)                                      | 10               |
| Единая Россия (с 02.2002)                                         | 24               |
| Депутатская группа                                                | Кол-во депутатов |
| Вместе с Президентом за законность и достойную жизнь (до 02.2002) | 18               |

## III созыв (2002—2007)
Выборы состоялись 8 сентября 2002 г., первое заседание — 16 сентября 2002 г.
Председателем был избран Шувалов, Сергей Алексеевич, также был избран первый заместитель председателя, два заместителя председателя, сформировано 5 профильных комитетов. На постоянной основе в думе стали работать 13 депутатов. Сформирована фракция «Единая Россия» (17 депутатов), депутатские группы «Союз товаропроизводителей и предпринимателей» (6 депутатов), «Мы вместе» (5 депутатов).
12 апреля 2005 г. Сергей Шувалов был назначен представителем областной думы в Совете Федерации, вместо него председателем был избран Большеданов Павел Владимирович.
| Фракция                                      | Кол-во депутатов |
| -------------------------------------------- | ---------------- |
| Единая Россия                                | 17               |
| Депутатская группа                           | Кол-во депутатов |
| Союз товаропроизводителей и предпринимателей | 6                |
| Мы вместе                                    | 5                |

## Руководство и фракции в областной думе IV созыва (2007—2012)
Выборы четвёртого созыва состоялись 7 декабря 2007 г. Число депутатов увеличено до 36 человек, из которых 18 избиралось по партийным спискам, а 18 — по одномандатным округам. На первом заседании 12 декабря 2007 г. председателем областной думы избран Валерий Радаев, также избраны два заместителя председателя и сформировано 10 профильных комитетов.
5 апреля 2012 г. в связи с назначением Валерия Радаева губернатором Саратовской области председателем областной думы избрана Марина Алёшина.
| Фракция             | Руководитель                  | Кол-во депутатов |
| ------------------- | ----------------------------- | ---------------- |
| Единая Россия       | Алёшина Марина Владимировна   | 31               |
| КПРФ                | Афанасьев, Сергей Николаевич  | 2                |
| Справедливая Россия | Самсонова, Зинаида Михайловна | 3                |

## Руководство и фракции в областной думе V созыва (2012—2017)
Выборы депутатов Саратовской областной Думы пятого созыва состоялись 14 октября 2012 года. Количество депутатов увеличилось до 45 человек. Первое заседание Думы нового созыва состоялось 24 октября 2012 г., председателем областной думы избран Владимир Капкаев. Было избрано 2 заместителя председателя и сформировано 10 профильных комитетов. Представителем облдумы в Совете Федерации стал Михаил Исаев.
| Фракция               | Руководитель                  | Кол-во депутатов |
| --------------------- | ----------------------------- | ---------------- |
| «Единая Россия»       | Капкаев, Владимир Васильевич  | 43               |
| КПРФ                  | Афанасьев, Сергей Николаевич  | 1                |
| «Справедливая Россия» | Самсонова, Зинаида Михайловна | 1                |

## Руководство и фракции в областной думе VI созыва (2017—2022)
Выборы состоялись 10 сентября 2017 года, первое заседание думы — 19 сентября. Председателем областной думы был избран Иван Кузьмин (ЕР). Также было избрано 2 заместителя председателя и сформировано 7 профильных комитетов.
| Фракция               | Руководитель                      | Кол-во депутатов |
| --------------------- | --------------------------------- | ---------------- |
| «Единая Россия»       | Антонов, Алексей Васильевич       | 34               |
| КПРФ                  | Анидалов, Александр Юрьевич       | 3                |
| ЛДПР                  | Денисенко, Станислав Владимирович | 1                |
| «Справедливая Россия» | Грачев, Кирилл Алексеевич         | 1                |
| Внефракционные        | Чепрасов, Иван Васильевич         | 1                |

11 июля 2018 года Саратовская областная дума 30-ю голосами «Единой России» одобрила законопроект о повышении пенсионного возраста.
7 марта 2019 года по собственной инициативе председатель областной Думы Иван Кузьмин сложил с себя полномочия руководителя законодательного органа власти Саратовской области, а также отказался от депутатского мандата.
10 апреля 2019 года на внеочередном заседание областной Думы, по рекомендации фракции «Единая Россия», новым председателем был избран Александр Романов.
Деятельность областной думы VI созыва получила широкую известность благодаря её освещению блогером-депутатом от КПРФ Николаем Бондаренко на его YouTube-канале «Дневник депутата» (1,82 млн подписчиков по данным на 31 октября 2023 года). 8 февраля 2021 года Бондаренко был задержан за участие в событиях 31 Января, впоследствии оштрафован на 20 тыс. рублей.
28 февраля 2022 года на 81-м заседании Саратовской областной думы было принято решение о досрочном прекращении депутатских полномочий Николая Бондаренко, по официальной версии, после нарушений федерального и регионального антикоррупционного законодательства, связанных с получением денег с видеохостинга YouTube, полученных при использовании Николаем его депутатского статуса. 30-ю голосами «За», Бондаренко лишили депутатского мандата. В знак протеста с принятием данного решения, фракция КПРФ покинула зал заседания. Бондаренко оспорил решение думы в Волжском областном суде, но его иск был отклонён.
4 апреля 2022 года были прекращены полномочия депутата от «Справедливой России» Зинаиды Самсоновой, ставшей двадцатым депутатом среди избравшихся в сентябре 2017 года, досрочно покинувшим Саратовскую областную думу, что стало рекордом за всю историю парламента.
10 августа 2022 года на заседании фракции КПРФ в Саратовской областной думе было принято решение об исключении из фракции депутата Наиля Ришатовича Ханбекова «за деятельность, наносящую вред партии». Об этом заявил руководитель фракции КПРФ Александр Анидалов. Скорее всего, причиной разлада стало «самовольное», не одобренное обкомом КПРФ, желание Ханбекова участвовать в выборах в облдуму, которые пройдут 9, 10 и 11 сентября. Причем баллотируется он в качестве самовыдвиженца по тому же округу (ОИО № 11), что и Анидалов.

## Руководство и фракции в областной думе VII созыва (c 2022)
С 21 сентября 2022 года по 13 августа 2024 года председателем Саратовской областной думы являлся Михаил Исаев, с 13 августа 2024 года — исполняющим обязанности председателя, а затем, с 9 октября 2024 года, председателем является Алексей Антонов.
| Фракция               | Руководитель                 | Кол-во депутатов |
| --------------------- | ---------------------------- | ---------------- |
| «Единая Россия»       | Антонов, Алексей Васильевич  | 28               |
| КПРФ                  | Анидалов, Александр Юрьевич  | 5                |
| ЛДПР                  | Пьяных, Дмитрий Сергеевич    | 2                |
| «Справедливая Россия» | Чеботарёв, Артём Николаевич  | 2                |
| «Родина»              | Ванцов, Александр Николаевич | 2                |
| «Новые люди»          | Захаров, Илья Леонидович     | 1                |

## Представитель в Совете Федерации Федерального Собрания
1. Завадников Валентин Георгиевич — полномочия признаны 12 сентября 2001 — подтверждены 16 октября 2002 — подтверждены 30 января 2008 — истекли 24 октября 2012
2. Исаев Михаил Александрович — полномочия признаны 24 октября 2012 — досрочно прекращены 28 сентября 2016
3. Алексеев Олег Александрович — полномочия признаны 28 сентября 2016 — истекли 21 сентября 2017
4. Бокова Людмила Николаевна — полномочия подтверждены 19 сентября 2017 — досрочно прекращены 27 января 2020
5. Алексеев Олег Александрович — полномочия признаны 8 апреля 2020 — истекли 21 сентября 2022
6. Радаев,
 Валерий Васильевич — полномочия признаны 21 сентября 2022 — истекают в сентябре 2027